# Grzegorz Mrówczyński
Grzegorz Mrówczyński (ur. w 1944) – polski aktor i reżyser teatralny, dyrektor artystyczny teatrów.

## Życiorys
W 1968 ukończył studia na Wydziale Aktorskim Państwowej Wyższej Szkoły Teatralnej w Warszawie, a w 1975 na Wydziale Reżyserii tej samej uczelni. W latach 1968–1969 był aktorem Teatru im. Juliusza Osterwy w Lublinie, w latach 1969–1971 Teatru Polskiego w Poznaniu a w latach 1972–1974 w Teatru Polskiego w Warszawie. W latach 1974–1975 pełnił funkcję zastępcy dyrektora w Teatru Dramatycznego im. Jerzego Szaniawskiego w Płocku. W latach 1975–1978 był reżyserem Teatru Polskiego we Wrocławiu, w tym samym czasie wykładał we wrocławskiej filii PWST w Krakowie.
Od 1978 do 1982 był dyrektorem naczelnym i artystycznym Teatru Polskiego w Bydgoszczy. W latach 1982–1985 był dyrektorem artystycznym Teatru Polskiego w Poznaniu natomiast w latach 1985–1993 także jego dyrektorem naczelnym. Był założycielem i pierwszym dyrektorem artystycznym Festiwalu Teatralnego Malta w Poznaniu (1991–1992). W latach 1997–2001 pełnił funkcję dyrektora Teatru im. Cypriana Kamila Norwida w Jeleniej Górze.
Od 2001 do 2003 był dyrektorem naczelnym Stowarzyszenia Niezależnych Autorów Radiowych i Telewizyjnych. W latach 2003–2006 był koordynatorem programowym Instytutu Adama Mickiewicza w Warszawie. Od 2011 kieruje Sceną Mrowisko Teatru Rampa w Warszawie. Jest członkiem Kapituły Nagrody Treugutta.

## Filmografia
- 1972: Kordian i cham cz.I i II  (Teatr Telewizji) – role
- 1977: Lita & Compagnie (Teatr Telewizji) – reżyseria
- 1984: Sentyment do Wenecji (Teatr Telewizji) – reżyseria
- 1985: Próba (Teatr Telewizji) – rola: Lucidor; także reżyseria
- 1989: Normalne serce (Teatr Telewizji) – rola: Ben; także reżyseria
- 2000: 6 dni strusia – rola: lekarz klubu „Azbesty“[5]
- 2001: Marzenia do spełnienia Romski, dyrektor wydawnictwa
- 2004: Dziki
- 2004: Daleko od noszy Minister (odcinek 33)
- 2004–2014: Pierwsza miłość lekarz w szpitalu
- 2005: Pensjonat pod Różą Madejczuk, znajomy Nowackiego w MSW (odcinek 42)
- 2021: Ukryta prawda jako Dariusz, 70-letni wdowiec (odcinek 1239)

## Nagrody i odznaczenia
- 1974 – Wrocław – XV FPSW – nagroda II stopnia za adaptację i reżyserię "Konopielki" wg Edwarda Redlińskiego w Teatrze im. Cypriana Kamila Norwida w Jeleniej Górze
- 1975 – Opole – I Opolskie Konfrontacje Teatralne – nagroda za reżyserię przedstawienia "Kleopatra i Cezar" Cypriana Kamila Norwida w Teatrze im. Norwida w Jeleniej Górze
- 1977 – Warszawa – nagroda rektora PWST "za twórcze osiągnięcia w pierwszych dwóch latach pracy w teatrze"[6]
- 1980 – Złota Maska "Dziennika Wieczornego" w Bydgoszczy za reżyserię sztuki "Dom Bernardy Alby"
- 1980 – Zasłużony Działacz Kultury
- 1980 – Złoty Krzyż Zasługi[6]
- 1984 – Medal 40-lecia Polski Ludowej
- 1986 – Odznaka za zasługi dla woj. poznańskiego
- 1990 – Grand Prix Sezonu Polskiej Dramaturgii w ZSRR za prapremierę i reżyserię "Operetki" Witolda Gombrowicza w Teatrze im. Szewczenki w Charkowie
- 1996 – nagroda Towarzystwa Przyjaciół Teatru im. Juliusza Osterwy w Gorzowie Wielkopolskim za adaptację i reżyserię przedstawienia "Trzecia w prawo i druga w lewo od księżyca"
- 2013 – Orzeł (Rosja) – 4. Międzynarodowy Festiwal Teatralny LUDI – Grand Prix dla przedstawienia "Białe małżeństwo"